# Bodianus tanyokidus
Bodianus tanyokidus là một loài cá biển thuộc chi Bodianus trong họ Cá bàng chài. Loài này được mô tả lần đầu tiên vào năm 1981.

## Từ nguyên
Từ định danh của loài được ghép bởi hai từ trong tiếng Hy Lạp cổ đại: tany ("dài") và okidos ("khuyên tai"), hàm ý đề cập đến đốm đen lớn trên nắp mang của chúng.

## Phạm vi phân bố và môi trường sống
B. tanyokidus chỉ được biết đến tại 4 vị trí: quần đảo Comoro và Mauritius ở Ấn Độ Dương, Okinawa (Nhật Bản) và Guam ở Tây Thái Bình Dương. Loài này được thu thập ở độ sâu khá lớn, khoảng 100 m.

## Mô tả
B. tanyokidus có chiều dài cơ thể tối đa được ghi nhận là 17,7 cm. Cá trưởng thành có màu nâu da cam, bụng trắng. Hai bên thân và trên cuống đuôi phớt màu vàng. Có 1–2 sọc đứt đoạn (hoặc hàng đốm) màu nâu đỏ dọc theo đường bên. Đầu phớt màu hồng (trắng ở dưới). Vùng mõm và hai bên má có màu vàng. Nắp mang có vệt đốm đen thuôn dài. Vây lưng, vây đuôi và vây hậu môn có các dải và đốm màu hồng và vàng.
Số gai ở vây lưng: 12; Số tia vây ở vây lưng: 11; Số gai ở vây hậu môn: 3; Số tia vây ở vây hậu môn: 12; Số tia vây ở vây ngực: 17.

### Trích dẫn
- Martin F. Gomon (2006). “A revision of the labrid fish genus Bodianus with descriptions of eight new species” (PDF). Records of the Australian Museum, Supplement. 30: 1–133. ISSN 0812-7387.